# 엘프레스 앨리

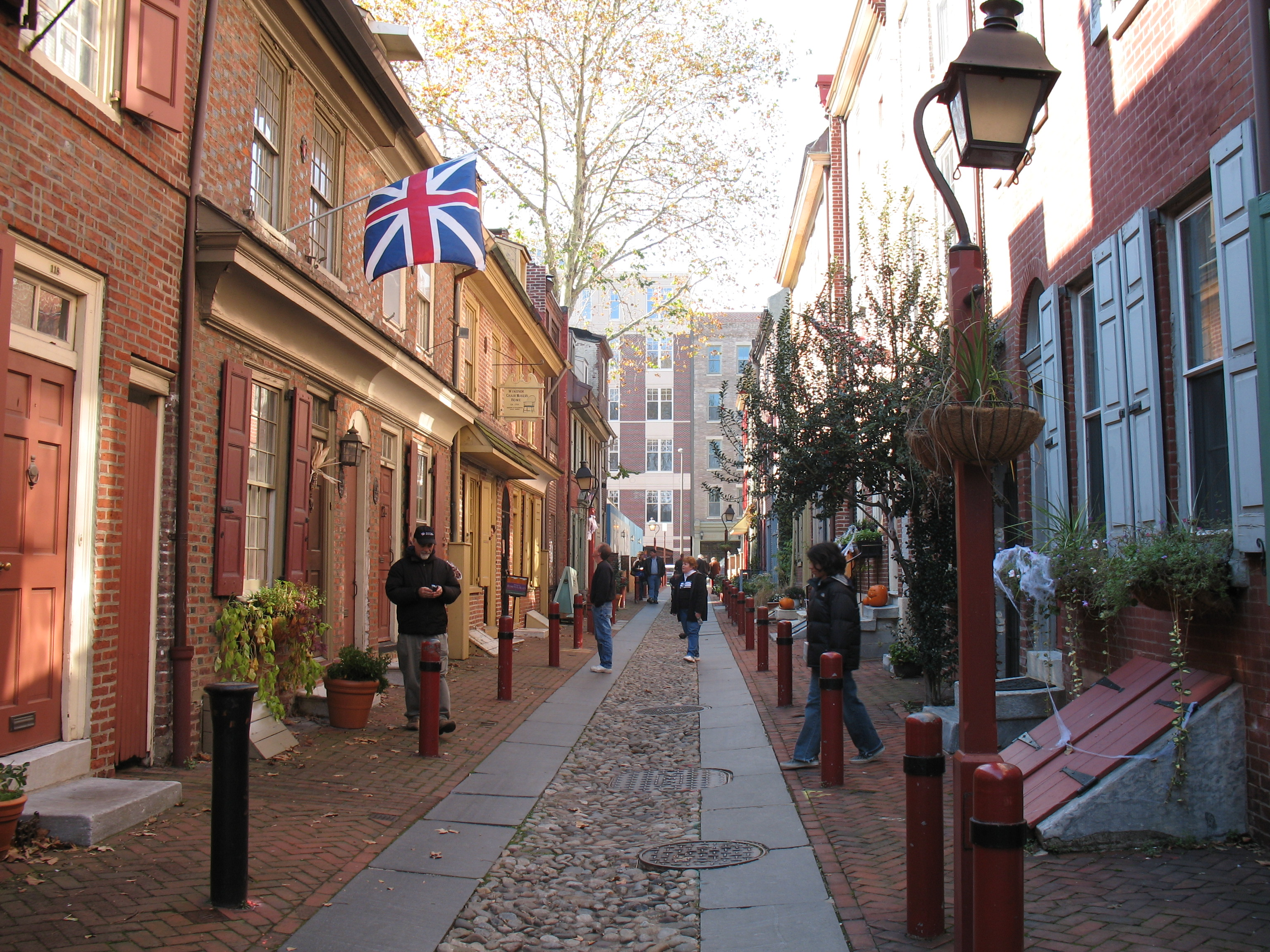
앨프레스 앨리

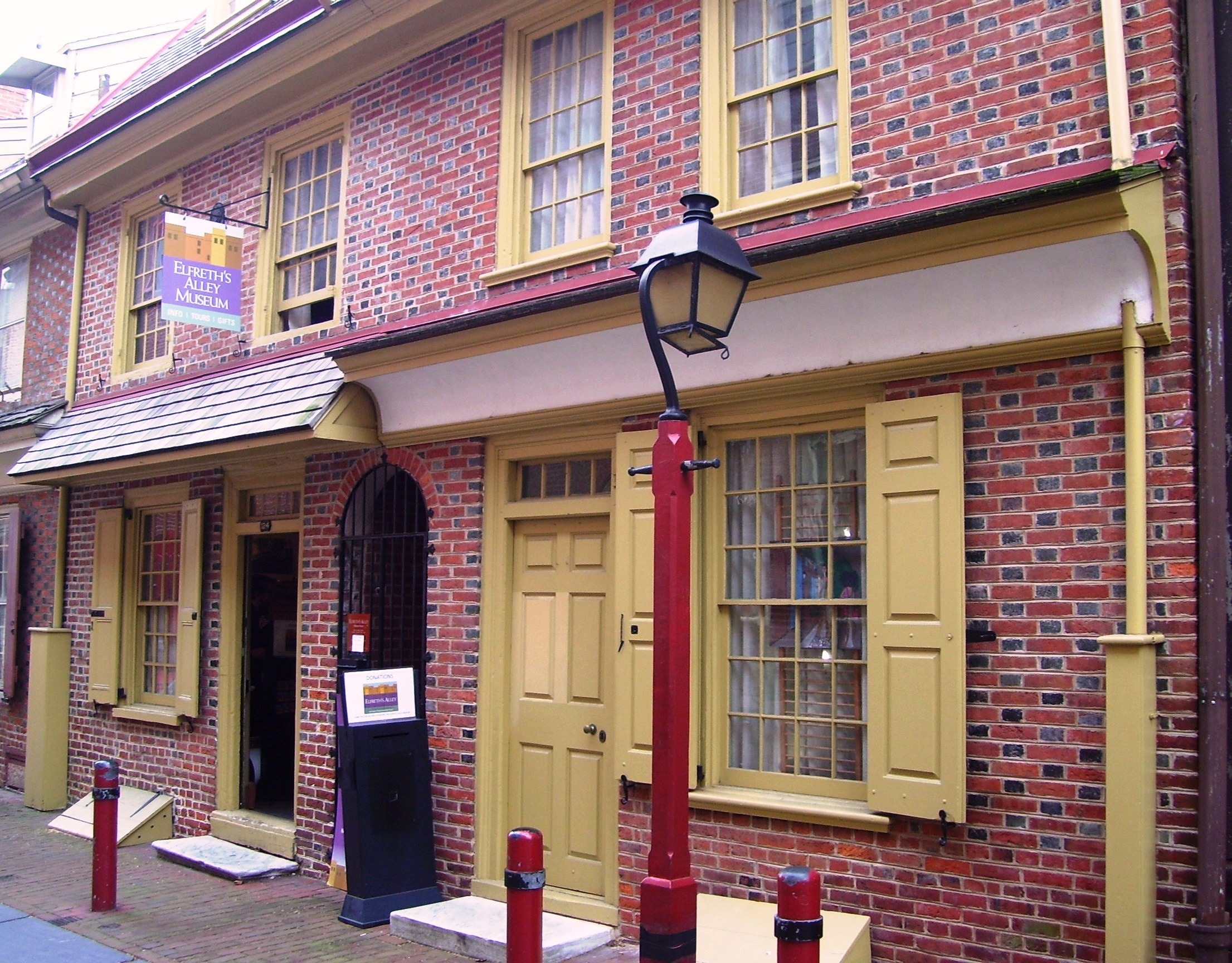
엘프레스 앨리 박물관

엘프레스 앨리(Elfreth's Alley)는 필라델피아 내에 있는 골목이다. 1702년 조성되었으며, 1728년부터 1836년까지 지어진 32개의 건축물들이 보존되어 있다. 126번지에는 엘프레스 앨리 박물관(Elfreth Alley Museum)이라는 작은 박물관 위치하고 있다.